# Кладовски кавијар
Кладовски кавијар је била врста кавијара која се производила у источној Србији. Име је добио по граду Кладову, у Централној Србији, у делу клисуре Ђердапске клисуре, врата Дунава између Србије и Румуније. Направљен од икре разних риба, кавијар је пре више деценија добио заштићену географску ознаку и важио је за скупу посластицу, која се служила чак и на Титанику. Изградњом великих брана 1972. године (хидроелектране Ђердап I) и 1984. године (хидроелектране Ђердап II), рибе које су мигрирале из Црног мора узводно Дунавом биле су спречене да дођу до својих старих мрестилишта и производња кавијара је обустављена у 21. веку.   
Због своје црне боје, стакластог и бисерног сјаја, одвојене и тониране икре без опне окружене сопственим природним уљем, названа је „Црни бисер Кладова“. 

## Историја
Рибе су живеле у Црном мору, у сланој води, све до полне зрелости. Потом би кренуле на пут узводно Дунавом, да полажу јаја у слаткој води. За мрест су били потребни посебни услови: температура воде од 12—14 °C (54—57 °F), дубина од 15—40 m (49—131 ft) и камено-шљунковито корито. Ови услови су испуњени у клисури Гвоздених врата, а главно мрестилиште простирало се између савремених малих градова Голупца и Радујевца. 
Улов јесетра у подручју Ђердапске клисуре забележен је пре 2.000 година, за време римске владавине овим подручјем. Што се тиче самог кавијара, историјски записи говоре да се црни кавијар производио у долини доњег Дунава најмање од 15. века. немачко-аустријски званичник Фридрих Вилхелм фон Таубе је посетио регион 1776—1777. године и приметио да рибари једу белугино свеже месо и јаја, „добро познати ајвар“, док усољена јаја продају странцима, али не знају да их посоле како треба. Сматрао је да би, ако би знали како да их сачувају како треба, уз све рибље изобиље, могли би да потисну из аустријског тржишта енглеску и холандску рибу. Недостатак одговарајућег конзерванса је заправо учинио да кавијар постане свакодневна храна сиромашних рибара, при чему се само мале количине шаљу преко Дунава до Београда, па даље до Беча и Пеште.   Иако су мештани јели сирову икру, без соли, користили су друге зачине. 
Како јесетра може нарасти до 7 m (23 ft) у то време нису могли да се пецају као друге врсте. За њихово хватање коришћена је конструкција звана гарда. Била је то замка од балвана, дебла и дасака. Постављене су за време ниског водостаја у виду две паралелне ограде на брзацима, испред шљунковитих баријера острва где би јесетра долазила да се мрести. Управник гарде звао се гардаџија. Отвори на почетним, узводним деоницама су били 20—80 m (66—262 ft) широки, док је на низводном крају отвор био 3—4 m (9,8—13,1 ft). Иза њега су биле мреже, толико дебеле да су више личиле на вреће. Јесетре је вода гурнула преко брзака у ове вештачке ходнике, гурнувши их на крају у мреже. Најбољи улов био је на брзацима у, сада потопљеном, селу Сип,  јер је кроз њих могла да прође само највећа и најјача риба. 
Власници гарде били су османски трговци са, сада такође потопљеног, острва Аде Кале. То се није променило ни после Другог српског устанка 1815. године, када је Србија стекла аутономију у оквиру Османског царства. Тридесетих година 18. века српски владар Милош Обреновић откупио је све гарде и почео да их изнајмљује локалним рибарима. Рибари су такође давали у закуп делове реке где се пеца. Концесије су давале локалне парохије, уз годишњу накнаду (Доњи Милановац, Кладово, Корбово, Брза Паланка, Радујевац). 
Постојала су два додатна начина пецања јесетра. Коришћене су и мреже, зване сетке. Биле су то посебно прилагођене мреже које су се саме затварале када су пуне. Сетке су постављане испод дна посебних рибарских чамаца и служиле су за пецање у великим вировима. Трећи метод укључивао је „стурк од јесетра“ који се звао пампурача или такум током османског периода. Сматран најбруталнијим, постао је главни метод који се користио средином 20. века. Ступ је био прошаран кукама и постављен уз подводне стене где би јесетре гребале да би изгубиле паразите. Ступ је држан под водом великим камењем причвршћеним за њега са једне стране, док је са друге имао плутајуће чепове („пампуре”, отуда и назив), комаде стиропора, причвршћене на ужад.  Понекад су сидра, до 15 kg (33 lb) тешка, коришћена уместо њих, или као додаци камењу, који је држао стуб под водом. Они су били причвршћени на оба краја стуба и на његовој средини, док је плутајућа ужад са кукама износила до 100 m (330 ft) дужине. 
Белгијски историчар Емил де Борчгрејв помиње производњу црног кавијара у Кладову и Радујевцу 1883. године. У то време, кавијар још увек није био високо цењен од стране локалног становништва. Процес производње је и даље укључивао само сољење, икра је неколико дана држана у сланој води, процеђена и пакована у малу дрвену бурад.  Међутим, кавијар је већ стигао на српски краљевски двор. Јеловник од 2. августа 1893. године показује да је служио гостима краља Александра Обреновића. 

### Златно доба
Велики напредак је постигнут тек после Октобарске револуције и Првог светског рата, када је у Србију стигао велики број руских белих емиграната. Међу њима је било и неколико стручњака за производњу кавијара. Неколико руских породица се населило дуж Ђердапске клисуре. Изнајмили су гарде и договорили се са локалним рибарима да раде за њих, док ће закупци добити део улова. Међу технолозима је био и Сергеј Милоградов који је увео специфичну технологију за кавијар из Кладова, укључујући, још увек тајну, формулу за конзервирање праха. Своје знање пренео је породици грофа Дејнега, коју је наследила његова ћерка Вера Дејнега. Руси су увели своју технологију, укључујући и суву методу, али су се касније, у Совјетском Савезу, вратили на мокри метод и успоставили дистрибутивне путеве у Европу.  
Организована производња почела је 1920. године. Икра је просејана без накнадног додавања воде или соли, уз додатак тајног праха за конзервирање. Затим је држано 6 до 12 месеци у дрвеним бурадима које су садржале 3 kg (6,6 lb) производа. Бурад је држана у леденицама, у 4—5 m (13—16 ft) дубоким рупама испуњеним ледом у земљи, које су прекривене даскама, сламом и земљом. Процес и квалитет су унапређени у наредним деценијама, па је после извесног времена сматран аутохтоним начином производње, иако потиче из Русије.
Вера Дејнега је правила прах у својој кући у Земуну и продавала га државном „Ђердапском рибњаку”, који је производио кавијар. Рибара, основано 1947. године, откупљивало је до 100 kg (220 lb) и била је једина компанија која га је направила. Временом се рибара развила у једну од највећих у Србији. Године 1968, непосредно пре своје смрти, Дејнега је открила формулу управи рибарства. Шездесетих година 20. века из Кладова се извозило до 3 тоне кавијара годишње. Рекордан улов из тог периода је 188 kg (414 lb) тешка јесетра са 20 kg (44 lb) икре у њему. Међутим, записи из прошлости, датирани 1793. године, говоре о јесетри која је имала 500 kg (1.100 lb) .
Послератни извоз је почео 1968. године. Кавијар се као деликатес извозио у Француску, Италију, Немачку, Швајцарску, Грчку и Сједињене Америчке Државе. У једном тренутку је био скупљи од руског или иранског кавијара. Осамдесетих година 20. века имао је цену од 900 долара по килограму, или дупло у односу на ирански кавијар који је по квалитету сматран најближим кладовском кавијару. Већ 27 година главни извозник кладовског кавијара био је трговац Гералд М. Штајн из Њујорка, преко својих фирми "Caviar House" и "Iron Gate. Тражио је да му се прво понуди сав произведени кавијар и редовно је откупљивао до 1,5 тоне кавијара годишње. Његова компанија „Iron Gate” била је главни добављач Macy's кавијара. Међу Русима који су емигрирали у Америку преко Србије, пролазећи кроз Кладово, били су и Штајнови родитељи. Неколико чланова његове породице страдало је у злогласном кладовском транспорту у Другом светском рату. Штајн је много уложио у посао, а српске новине пишу да је успео да набави рекламу у хит америчкој сапуници Династија, где је лик Алексис Колби, представљен као познавалац кавијара, приказан као купац овог бренда.
Кавијар је прокријумчарен и из Србије. Постојала су два главна правца. Један је био авионом, у облику пакета. Други је био преко Дунава, у Румунију, код села Брњица.

### Блокада
Од шездесетих до осамдесетих година 20. века на Дунаву су изграђене две велике хидроелектране. Изградња Хидроелектране Ђердапска клисура један почела је 1964. године и завршена је 1972. године, док је Хидроелектрана Ђердапска клисура два грађена од 1977. до 1984. године. Инжењери су потпуно занемарили конструкцију рибљих мердевина, па су бране блокирале све врсте великих јесетри да мигрирају узводно до својих старих мрестилишта. Остали негативни ефекти брана укључују веће колебање водостаја, рукавац, ерозију, климатске промене и наносе шљунка и шљунка на раније каменито корито реке, које је погодније за мрест поменутих риба. Уз неке друге еколошке проблеме широм Европе, ово је био део узрока масовног смањења броја свих врста јесетри, доводећи их на ивицу изумирања. 
Прва брана је блокирала реку на 943 km (586 mi). После 1984. и друге бране на 863 km (536 mi) кечиге су могле да стигну само на деоницу између ушћа Тимока и бране Ђердапске клисуре, или 17,4 km (10,8 mi) отвореног пловног пута у Србији. Почели су да се мресте у подножју бране, јер је вода низводно у Прахову постајала загађена због хемијске индустрије у граду. Такође, око 200 потопљених немачких бродова из Другог светског рата од стране совјетске Дунавске флотиле пружило је уточиште за читава јата рибе.  Међутим, након 1984. уследио је масовни прекомерни лов на кратком, преосталом пловном путу. Чак је погоршан деведесетих година, у периоду међународних санкција Србији, када је и илегални риболов процветао. 
Године 1991, 2 km2 (0,77 sq mi) рибњак је настао у селу Мала Врбица, 7 km (4,3 mi) низводно од Кладова, на самој обали Дунава. Намене су обухватале вештачко размножавање и мрестилиште јесетри, за планирано поновно насељавање тока Дунава испод бране Ђердапске клисуре. Порибљавање је обављено 1994. и 1995 године.
Међутим, улов се континуирано смањивао од када је Дунав у потпуности преграђен 1971. године. Тада је уловљено око 100 тона рибе за производњу кавијара. До 1984. и друге бране је пала на 20-25 тона, али се након тога потпуно урушила. 1999. године уловљена је само 1 тона. Укупан улов од 1980. до 1999. био је само 140 тона, односно онолико колико је уловљено за годину и по пре 1971. године.  Тада је објављено да јесетра иде ка изумирању. Сходно томе, након изградње брана, почела је да опада и производња кавијара.  Укупна производња износила је 1,03322 kg (2,2779 lb) 1983. године, 427,09 kg (941,6 lb) 1986. године, 1,4856 kg (3,275 lb) 1994. и 410,07 kg (904,0 lb) 1998. 
Године 2009. објављено је да се производња гаси, што је убрзо уследило када је компанија која је производила отишла у стечај.
Бугарска, Румунија и Србија су до 2017. године увеле мораторијум на лов рибљих врста без икре. Румунски еколог је 2010-их предложио да Румунија и Србија изграде мердевине за рибе на бранама у настојању да спасу јесетре од изумирања.
Природњачки музеј Београда организовао је 2021. године изложбу посвећену кавијару, са акцентом на кладовском кавијару.

## Карактеристике
У Србији се кавијар назива и „кладовски ајвар“.  Направљен је од икре јесетре белуге, стерлете (произведене само 1983—1989), звездасте јесетре и руске јесетре. Уредба о географској ознаци предвиђа да се само икра од рибе уловљене између Дунава 845 km (525 mi), (ушће Тимока) и 1,075 km (0,668 mi) може се продати као кладовски кавијар. Риболовно подручје је тада било означено као „Дунав IV“.  
Специфичност кладовског кавијара била је у томе што икра довољно „сазре“ током 850 km (530 mi) . дуг пут рибе из Црног мора узводно Дунавом. У то време, икра је достигла свој 4. и 5. стадион, што значи да је садржала све хранљиве материје потребне за будуће потомство (протеини, масти, минерали, витамини) пошто је мрешћење било неизбежно. Руски, ирански, амерички и кинески произвођачи узимају, на пример, беру икру током 2. или 3. зеленог стадиона. Такође, икра је сувом методом претворена у кавијар, што значи да икра никада није долазила у додир са водом, већ су коришћени само природни конзерванси. Као резултат овог процеса, кавијар није мирисао на рибу. У ствари, био је без мириса.   
Други произвођачи лове рибу у сланој води која директно утиче на боју икре, након просејавања икру држе у сланој води која нарушава укупан квалитет и тонус икре и додају хемијске конзервансе, као што су сорбинска киселина, натријум сорбат, калијум сорбат и хексаметилентетрамин, или њихове мешавине. Хемијска анализа кавијара показала је да је био веома вредна и енергетски богата храна — 52,93% воде, 22,15% протеина, 17,13% масти, 4,12% пепела и 3,3% соли. Имао је pH вредност 7, што значи да је био неутралан и није имао транс масти које би деградирале његов квалитет. Током процеса, икра је мешана гушчјим перјем. Кладовски кавијар припада врсти "malassol", што значи да има малу количину соли. Други брендови додају још соли да исправе укус, због чега се сматрало да је кладовски кавијар благог укуса. Предложено је да се извади из фрижидера 30 минута пре сервирања. 
Карактеристике четири врсте кладовског кавијара су: 
| Тип кавијара              | Завичајно име       | Боја                                             | Пречник икре          | Проценат укупне производње (1980-их) |
| ------------------------- | ------------------- | ------------------------------------------------ | --------------------- | ------------------------------------ |
| Кавијар белуге јесетра    | Кавијар од моруне   | Светло сива до црна, са бисерним сјајем          | 3—4 mm (0,12—0,16 in) | 71,9%                                |
| Кавијар руске јесетре     | Кавијар од јесетре  | Светло до тамно браон и тамно сива до скоро црна | 3 mm (0,12 in)        | 25,1%                                |
| Кавијар звездасте јесетре | Кавијар од паструге | Светло сива до тамно сива, са зеленим сјајем     | 2 mm (0,079 in)       | 2,3%                                 |
| Кавијар од стерлета       | Кавијар од кечиге   | Зелен                                            | 1 mm (0,039 in)       | 0,4%                                 |

## Заштита
Заштићену географску ознаку кавијар је добио још у периоду Социјалистичке Федеративне Републике Југославије. То је потврђено 2000. године. Влада је 2020. године објавила нови закон о географској ознаци којим ће бити предвиђено да производ који је ван производње 7 година може изгубити ознаку, што би се одразило на кладовски кавијар јер је обустављена његова производња.  